# Barkeria naevosa
Barkeria naevosa är en orkidéart som först beskrevs av John Lindley, och fick sitt nu gällande namn av Rudolf Schlechter. Barkeria naevosa ingår i släktet Barkeria och familjen orkidéer. Inga underarter finns listade i Catalogue of Life.

## Bildgalleri

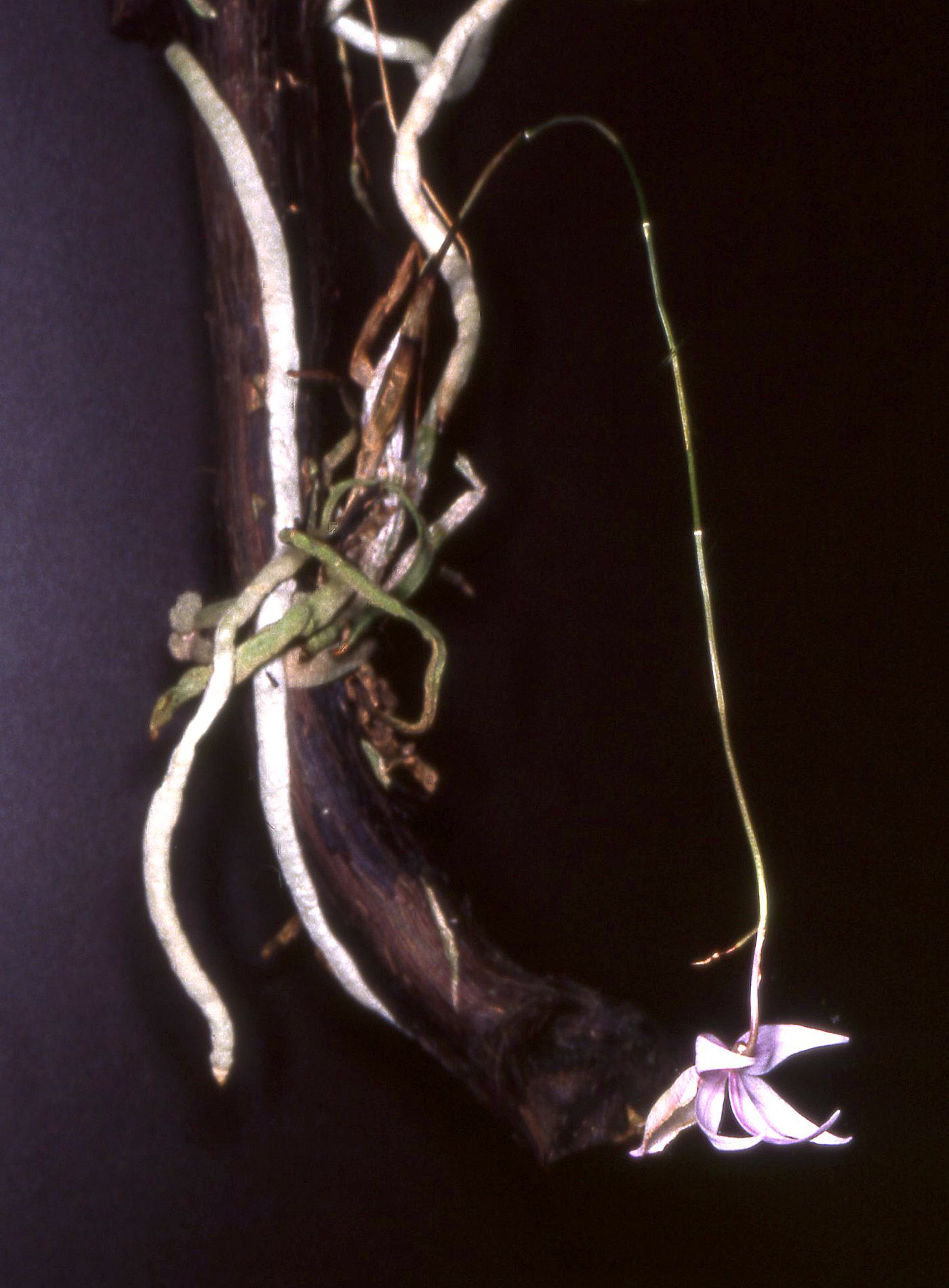
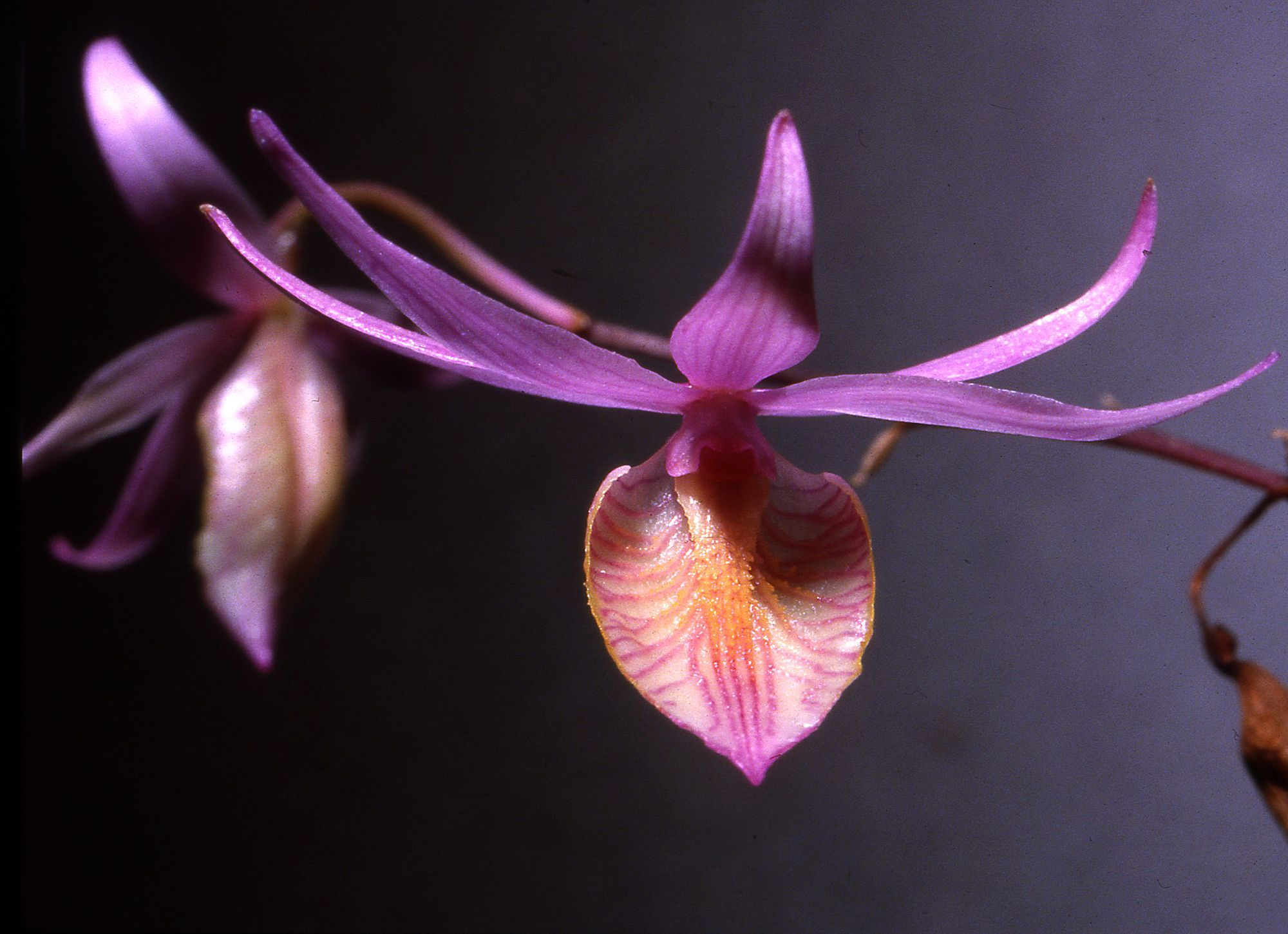
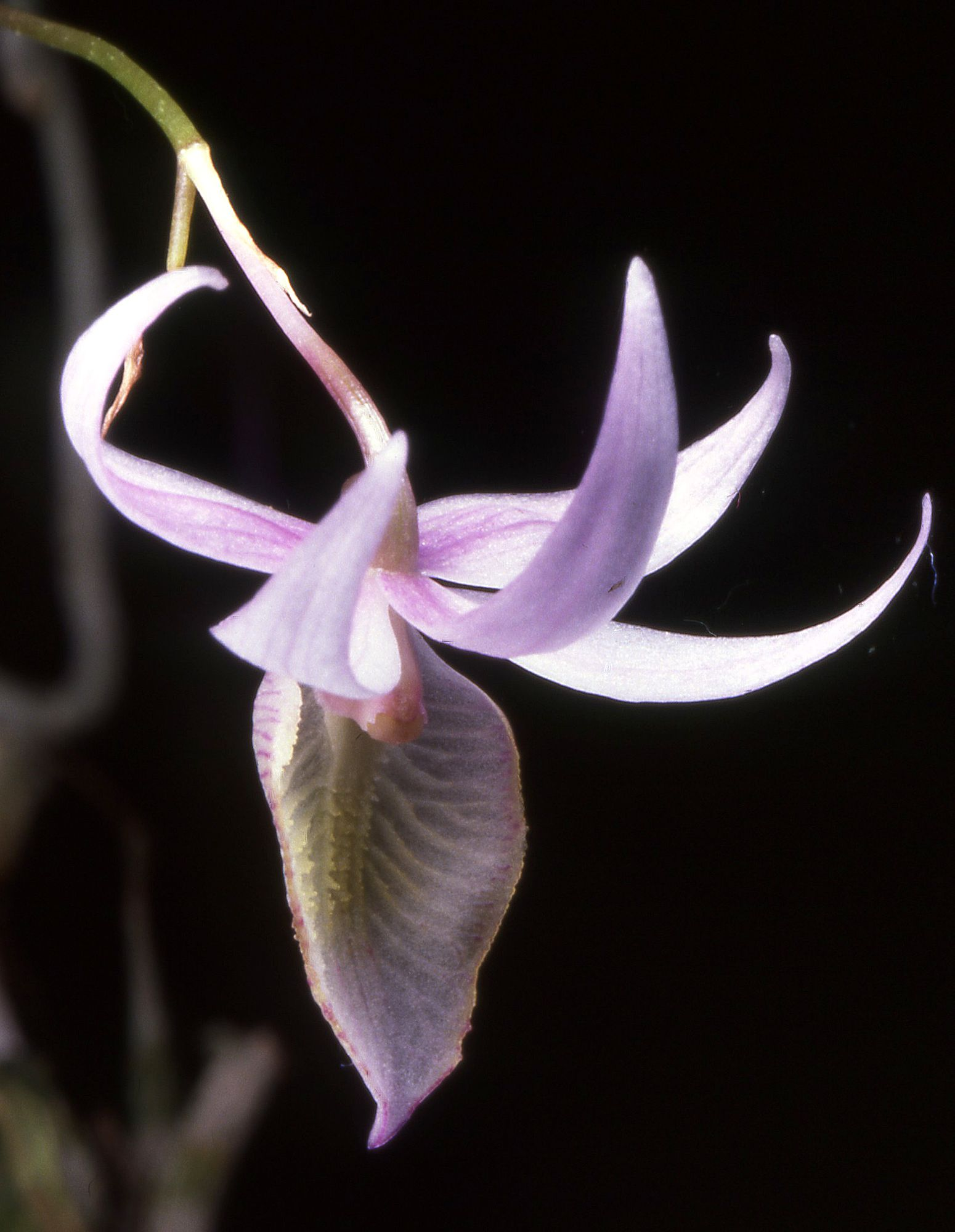
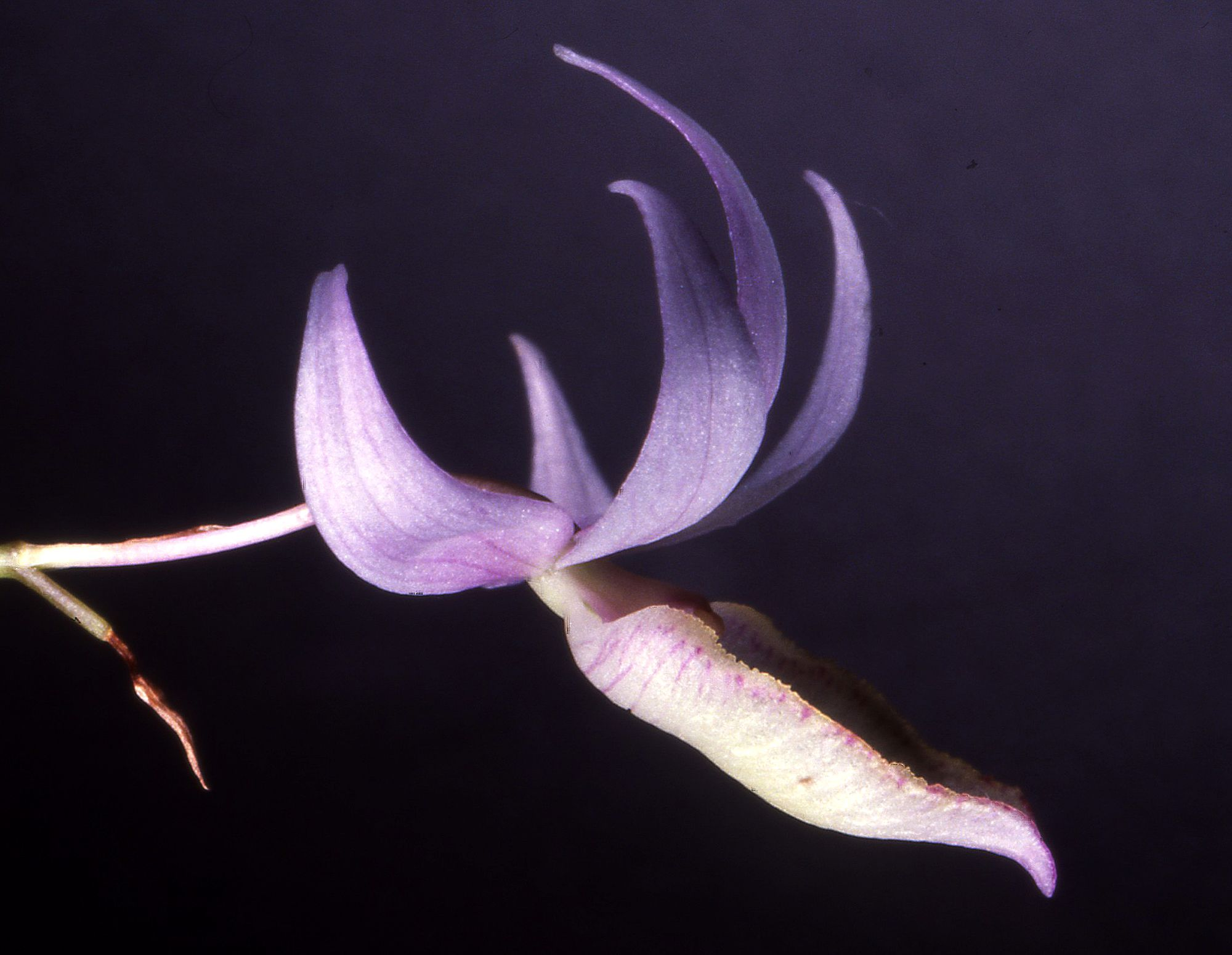